# Cádiz (grad)
 Ovo je glavno značenje pojma Cádiz (grad). Za istoimenu pokrajinu pogledajte Cádiz (pokrajina).
Cádiz je grad i luka u jugozapadnoj Španjolskoj. Središte je provincije Cádiz, koja jedna od osam provincija koja čine autonomnu zajednicu
Andaluzija.

## Stanovništvo
Grad ima 131.813 stanovnika (2005.).

## Povijest
Cádiz se smatra najstarijim stalno naseljenim naseljem u zapadnoj Europi. Iako danas postoje arheološka otkrića koja ukazuju da je grad nastao prije 9. stoljeća prije Krista, tradicionalno se vrijeme osnivanja uzima 1104. g. prije Krista. Grad su osnovali feničani koji su ga koristili kao trgovačku postaju. Zvali su ga Gadir što je na njihovom jeziku značilo "grad opasan zidinama"
Kristofor Kolumbo je odavde krenuo u svoju drugu ekspediciju.